# 古城车辆段
古城车辆段是北京地铁1号线的一座车辆段，位于北京石景山区，段址原为沙石荒地。在1号线上的道岔位于古城站和苹果园站之间。古城车辆段为北京地铁一期工程唯一的车辆段，建成于1969年，是北京地铁最早的车辆段，1987年地铁一期分拆，二期“环起来”之后，服务于分拆后的1号线。占地约23公顷。古城车辆段主要用于1号线列车的修理保养，以及1号线列车的停放。另外，古城车辆段还拥有与国铁京门铁路衔接的专用线。

## 历史
1965年7月，古城车辆段与北京地铁一期工程同期开工，并于1969年10月建成并投入使用。1967年10月，铁道部北京地下铁道工程局机电安装处古城车辆队成立，1969年6月，古城车辆队撤销并分别成立并分别成立运管队和电力客车队:372。由于地铁运行初期便连续不断发生事故，在周恩来总理的指示下，地铁实行了“工改兵”:96，1970年4月12日，中国人民解放军铁道兵运营管理处机务营成立:10。建成初期，车场均为露天，所有地铁列车全部停放在简易的停车股道上，车况受气候影响很大，直至1974年车场建成:178。1976年3月31日，机务营改名为北京地铁古城车辆段:10。1986年12月26日经市政府批准，古城车辆段车库线延长24米，车库扩建5200平方米，架修库扩建1800平方米，大定修库延长30米、扩建720平方米，并翻建轮对车间、移建试车线:179。1989年5月中下旬，古城车辆段多次遭到学生围攻，车辆段在在全体职工的日夜值班下抵挡了一千多人次的17次冲击:149。1990年6月，古城车辆段从德国引进了不落轮镟车床，此后列车可直接驶入镟轮库进行镟轮作业:179。1988年至1999年，北京地铁一期工程进行了技术改造，其间新购买了地铁客车72辆，因此古城车辆段需要新建10股道的车场:115。1996年9月15日，地铁古城车辆段改扩建工程开工，1998年6月竣工，工程新建了1.1万平方米的车库，于同年11月投入使用:238。

## 主要设施

### 停车列检库
古城车辆段的停车列检库是北京地铁中使用频率最高、占地面积最大的停车库，是1号线列车每日停放及进行检修等日常整备工作的车库。

### 检修库
古城车辆段的检修库分为架修库、轮对库、小定修库、大定修库，具备年架修72辆车和定修90辆车的能力，除1号线外还担负2号线和天津地铁车辆的部分架修检修任务:491。

### 不落轮镟库
70-80年代，古城车辆段对于擦伤的车轮只能通过拆卸并使用落轮仿形车床切削的方式加工，整个过程需持续5-6天。1990年6月，古城车辆段投资400万元购入了一台由青海重型机床厂与德国西门子公司合作生产的不落轮数控机床，其主要部件均为西门子公司的产品。车床安装于第4道的车库中，轮对有擦伤的列车无需卸下轮对，可直接驶入第4道的车床上进行轮对维修作业:250。

### 专包库
古城车辆段专包库建于1979年，全长200米，能同时停放三组列车。专包库建成前，专列没有固定的车库，只能露天停放。在801列车运抵古城车辆段并完成调试后，专包库于次年落成并在1980年成立专运队。专运队成立后，队内实行半军事化管理，专包库亦是一级保密单位，外单位人员未经允许不得入内。除停放专列外，专包库亦承担部分修理运营车辆的临时任务。:236

### 试车线
古城车辆段初期的试车线为第29道:387，位于列检库与专包库之间。1986-1992年，古城车辆段进行了技术改造，其中包括移建试车线:179。新的试车线位于架修库以北，全长917.3米。目前试车线用于停放DK2报废车体改装成的拖车。

### 小站台

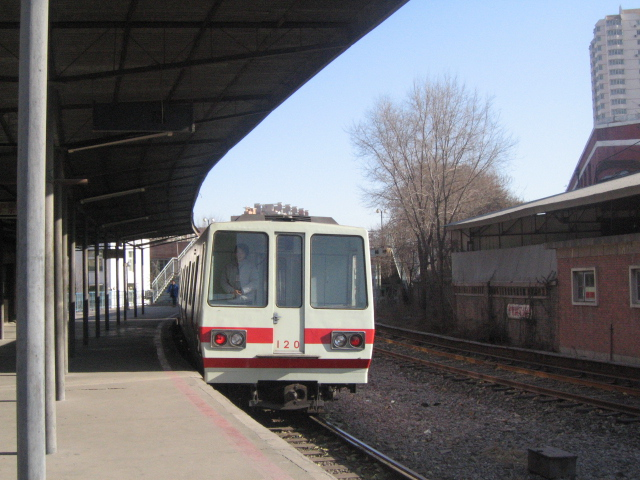
一列北京地铁BD2型电动车组在古城车辆段小站台

古城车辆段在出入段线设有一小站台，出库的列车会在小站台做几分钟停留，内部职工和家属可在此乘车。在启用地铁IC卡后，地铁公司对小站台进行了限制，只有规定的车次才允许乘客上车，除通勤车和个别指定车次外，出段列车停靠小站台时不再开关门，回段列车仍正常开关门，但禁止乘务员外人员乘车出入库。

### 铁路专用线
古城车辆段可通过永达工贸公司专用线与国铁西黄村站连接。永达工贸公司专用线原称北京市地下铁道总公司古城车辆段专用线:116，该专用线建于1972年:41，全长1.86公里:486。除了用于回送地铁列车外，亦承担车辆段所需煤、钢材和日用百货的运输任务。2010年初，永达工贸公司专用线取消，部分轨道已被填平。

## 其它设施

### 地铁古城家园
古城家园是北京地铁房地产开发经营公司开发的商品房，共有8栋塔楼，建筑面积共13万平方米。北京地铁房地产开发经营公司建于1992年10月10日，是隶属于北京地铁的国有企业，具有国家房地产开发资质，曾承担地铁古城车辆段的改扩建工程和太平湖车辆段的太西住宅楼工程。1998年，房地产开发经营公司开始转变指导思想，逐步开拓外部市场，决定利用地铁的资源条件投资兴建地铁古城家园。2000年1月18日，古城家园开盘，以经济适用房的价格面向北京市民销售:239。

### 北京地铁摇篮陈列馆
在北京地铁公司成立50年之际， 北京地铁运营二公司着手在古城车辆段建立北京地铁摇篮陈列馆。陈列馆计划分为两部分，室外馆为车辆段的试车线，试车线上依次展示曾在一号线上运行过的列车；室内馆为由一座二层楼改建而来的展馆以展出征集到的文物。